# Angelo Branduardi - Cercando l'oro
Angelo Branduardi - Cercando l'oro è una biografia del 2010, scritta da Roberto Tardito, edita in Italia da Arcana Edizioni.
Il libro ripercorre la carriera di Angelo Branduardi, con interventi dell'artista. Sono presenti i testi integrali di tutte le canzoni, commentati dallo stesso Branduardi.